# Discografia de Jackson Browne
Este artigo lista a discografia do cantor e compositor de rock norte-americano Jackson Browne.

## Álbuns

### Álbuns de estúdio
| Ano  | Álbum                | Posição | Posição | Certificados     |
| Ano  | Álbum                | U.S.    | UK      | US               |
| ---- | -------------------- | ------- | ------- | ---------------- |
| 1972 | Jackson Browne       | 53      | —       | Platina          |
| 1973 | For Everyman         | 43      | —       | Platina          |
| 1974 | Late for the Sky     | 14      | —       | Platina          |
| 1976 | The Pretender        | 5       | 26      | 3x Multi-Platina |
| 1977 | Running on Empty     | 3       | 28      | 7x Multi-Platina |
| 1980 | Hold Out             | 1       | —       | 2x Multi-Platina |
| 1983 | Lawyers in Love      | 8       | 37      | Platina          |
| 1986 | Lives in the Balance | 23      | 36      | Ouro             |
| 1989 | World in Motion      | 45      | 39      | —                |
| 1993 | I'm Alive            | 40      | 35      | Ouro             |
| 1996 | Looking East         | 36      | —       | —                |
| 2002 | The Naked Ride Home  | 36      | —       | —                |
| 2008 | Time the Conqueror   | 20      | 57      | —                |

### Compilações e álbuns ao vivo
| Ano  | Álbum                                               | Posição | Posição   | Certificados |
| Ano  | Álbum                                               | US 200  | UK álbums | US           |
| ---- | --------------------------------------------------- | ------- | --------- | ------------ |
| 1997 | The Next Voice You Hear: The Best of Jackson Browne | 47      | —         | Platina      |
| 2004 | The Very Best of Jackson Browne                     | 46      | 53        | Ouro         |
| 2005 | Solo Acoustic, Vol. 1                               | 55      | —         | —            |
| 2008 | Solo Acoustic, Vol. 2                               | 24      | 92        | —            |

## Singles
| 1972                                                | "Doctor My Eyes"              | 8   | —  | 18 | —  | —  | Jackson Browne                            |
| 1972                                                | "Rock Me on the Water"        | 48  | —  | —  | —  | —  | Jackson Browne                            |
| 1973                                                | "Redneck Friend"              | 85  | —  | —  | —  | —  | For Everyman                              |
| 1974                                                | "Late for the Sky"            | —   | —  | —  | —  | —  | Late for the Sky                          |
| 1977                                                | "Here Come Those Tears Again" | 23  | —  | 15 | —  | —  | The Pretender                             |
| 1977                                                | "The Pretender"               | 58  | —  | —  | —  | —  | The Pretender                             |
| 1978                                                | "Running on Empty"            | 11  | —  | —  | —  | —  | Running on Empty                          |
| 1978                                                | "Stay"                        | 20  | —  | 47 | 12 | 10 | Running on Empty                          |
| 1978                                                | "You Love the Thunder"        | 109 | —  | —  | —  | —  | Running on Empty                          |
| 1980                                                | "Boulevard"                   | 19  | —  | —  | —  | —  | Hold Out                                  |
| 1980                                                | "That Girl Could Sing"        | 22  | —  | —  | —  | —  | Hold Out                                  |
| 1980                                                | "Hold On Hold Out"            | 103 | —  | —  | —  | —  | Hold Out                                  |
| 1982                                                | "Somebody's Baby"             | 7   | 4  | 14 | —  | —  | Fast Times at Ridgemont High (soundtrack) |
| 1983                                                | "Lawyers in Love"             | 13  | 4  | 24 | —  | —  | Lawyers in Love                           |
| 1983                                                | "Tender Is the Night"         | 25  | 18 | 24 | —  | —  | Lawyers in Love                           |
| 1983                                                | "For a Rocker"                | 45  | 7  | —  | —  | —  | Lawyers in Love                           |
| 1984                                                | "Cut It Away"                 | —   | 37 | —  | —  | —  | Lawyers in Love                           |
| 1986                                                | "For America"                 | 30  | 3  | 31 | —  | —  | Lives In the Balance                      |
| 1986                                                | "In the Shape of a Heart"     | 70  | 15 | 10 | 66 | —  | Lives In the Balance                      |
| 1989                                                | "World In Motion"             | —   | 4  | —  | —  | —  | World In Motion                           |
| 1989                                                | "Chasing You Into the Light"  | —   | 9  | —  | —  | —  | World In Motion                           |
| 1989                                                | "Anything Can Happen"         | —   | 23 | 23 | —  | —  | World In Motion                           |
| 1993                                                | "I'm Alive"                   | 118 | 18 | 28 | —  | —  | I'm Alive                                 |
| 1993                                                | "Everywhere I Go"             | —   | —  | —  | 67 | —  | I'm Alive                                 |
| 2002                                                | "The Night Inside Me"         | —   | —  | 25 | —  | —  | The Naked Ride Home                       |
| "—" indica lançamentos que não entraram nas paradas |                               |     |    |    |    |    |                                           |

### Singles como convidado
| Ano  | Single                    | Artista          | Melhor Posição | Melhor Posição | Melhor Posição | Álbum |
| Ano  | Single                    | Artista          | US             | US Rock        | US AC          | Álbum |
| ---- | ------------------------- | ---------------- | -------------- | -------------- | -------------- | ----- |
| 1985 | "You're a Friend of Mine" | Clarence Clemons | 18             | 16             | 21             | Hero  |